# Langs het spoor
Langs het spoor, noto anche con il titolo Voyage au pays du rail, è un documentario del 1951, diretto da Charles Dekeukeleire , realizzato per conto della Nationale Maatschappij der Belgische Spoorwegen (Società Nazionale delle Ferrovie del Belgio). 